# دوستان صمیمی
دوستان صمیمی (ایتالیایی: Le amiche del cuore) یک فیلم درام ایتالیاییِ ویژهٔ نوجوانان به کارگردانی میکله پلاچیدو است که در سال ۱۹۹۲ منتشر شد. این فیلم در بخش دو هفته کارگردانان جشنواره فیلم کن ۱۹۹۲ به نمایش درآمد.

## گزیدهٔ بازیگران
- آزیا آرجنتو
- کارلوتا ناتولی
- کلاودیا پاندولفی
- میکله پلاچیدو
- انریکو لو ورسو
- فرانکو اینترلنگی
- سیمونتا استفانلی
- ارکیده‌آ د سانتیس
- ایوانو د ماتئو
- انریکو سیلوسترین